# Afrikanische Schwimmmeisterschaften 2008
Die Afrikanischen Schwimmmeisterschaften 2008 waren die 9. Ausgabe der Afrikanischen Schwimmmeisterschaften und fanden vom 1. bis zum 7. Dezember 2008 im Coca-Cola Park in Johannesburg, Südafrika statt.

## Teilnehmer
Insgesamt nahmen 16 Länder, laut anderen Quellen 18 Länder, an den Afrikanischen Schwimmmeisterschaften 2008 teil:
- Ägypten
- Algerien
- Angola
- Elfenbeinküste
- ( Guinea)
- Kenia
- Mauritius
- Marokko
- Mosambik
- Namibia
- Nigeria
- Senegal
- Simbabwe
- Südafrika
- Swasiland
- ( Tansania)
- Tunesien
- Uganda

## Medaillenspiegel
| Platz | Land      | Gold | Silber | Bronze | Gesamt |
| ----- | --------- | ---- | ------ | ------ | ------ |
| 1     | Südafrika | 13   | 20     | 9      | 42     |
| 2     | Tunesien  | 13   | 7      | 11     | 31     |
| 3     | Kenia     | 5    | 3      | 2      | 10     |
| 4     | Senegal   | 2    | 0      | 4      | 6      |
| 5     | Simbabwe  | 0    | 1      | 3      | 4      |
| 6     | Ägypten   | 0    | 1      | 0      | 1      |
| 6     | Namibia   | 0    | 1      | 0      | 1      |
| 8     | Nigeria   | 0    | 0      | 2      | 2      |
| 9     | Angola    | 0    | 0      | 1      | 1      |
| 9     | Marokko   | 0    | 0      | 1      | 1      |
|       | Total     | 33   | 33     | 33     | 99     |